# 薄果荠属
薄果荠属（学名：Hornungia）是十字花科下的一个属，为一年生小草本植物。该属共有约3种，分布于欧洲、北非、中亚、北美、智利及大洋洲。